# Duke Cunningham
Duke Cunningham właściwie Randall Harold Cunningham (ur. 8 grudnia 1941 w Los Angeles) – amerykański polityk, członek Partii Republikańskiej.

## Działalność polityczna
W okresie od 3 stycznia 1991 do 3 stycznia 1993  był przez jedną kadencję przedstawicielem 44. okręgu, następnie do 3 stycznia 2003 przez pięć kadencji nowo utworzonego 51. okręgu, a od 3 stycznia 2003 do rezygnacji 1 grudnia 2005 przez dwie kadencje przedstawicielem 50. okręgu wyborczego w stanie Kalifornia w Izbie Reprezentantów Stanów Zjednoczonych.